# Gustavo Matamoros
Gustavo Matamoros (Caracas, 1957) es un compositor, artista interdisciplinario, organizador comunitario y educador venezolano, que ha establecido su residencia en Miami, Florida, Estados Unidos, desde 1979.

## Biografía
Gustavo Matamoros estudió en la Universidad de Miami desde 1979 a 1983. Él ha enseñado “audición crítica y creativa” en el Design and Architecture Senior High School (DASH) y en la Miami International University of Art and Design. Matamoros ha ofrecido charlas periódicas acerca de su obra relacionada con el sonido.

## Organizaciones culturales
Gustavo Matamoros fue uno de los fundadores, en 1985, de la South Florida Composers Alliance, una organización con sede en Miami. Varios años después participó también en la fundación del Festival Subtropics de Música Experimental y Artes Sonoras, el cual fue creado (de acuerdo con la crítico de arte Lysa Oberkreser) “con el propósito de exponer a Miami a la música nueva y al arte del sonido”. Desde su fundación, Matamoros ha desempeñado la labor de director, tanto del Festival Subtropics de la SFCA, como de los “Talleres Interdisciplinarios de Artes Sonoras (iSAW). Durante los años noventa, Gustavo Matamoros fundó también el grupo de música experimental PUNTO, en colaboración con el compositor cubano Armando Rodríguez Ruidíaz.

## Obra
El amplio catálogo de composiciones de Gustavo Matamoros incluye numerosas piezas para medios electroacústicos solos o combinados con instrumentos tradicionales, así como también una gran cantidad de obras basadas en técnicas contemporáneas y experimentales como medios mixtos, instalaciones, retratos sonoros, radiofonía, texto y vídeo. Él ha compuesto una serie de “Retratos” basados en materiales sonoros generados por los artistas representados en esas piezas. La compositoras venezolanas Marianela Arocha y Adina Izarra se han referido a ellas de la siguiente manera:  “...desde los años noventa encontramos diversas formas de repertorio mixto, e incluso pordemos ver en la obra de los compositores venezolanos más experimentación e improvisación. Como en los “retratos” de Gustavo Matamoros donde cada intérprete escoge su propio material, el cual posteriormente el compositor transforma en una estructura auditiva y prepara la interacción dentro de la representación. El propio compositor nos habla del gesto y la morfología: todos los sonidos son posibles y aceptables; todos poseen un sentido dentro de diferentes contextos.” Algunos de los modelos originales para esos “retratos” son:  el guitarrista y compositor Flores Chaviano, el oboista y compositor Joseph Celli, el poeta Bob Gregory, el contrabajista Luis Gómez-Imbert y el compositor Ricardo Dal Farra.
Gustavo Matamoros ha estudiado y explorado las características sonoras de un instrumento poco común, el serrucho melódico. Él ha compuesto numerosas piezas basadas en la utilización de ese instrumento y ha utilizado incluso otros de su propia creación en sus obras. Matamoros organizó un cuarteto de serruchos melódicos llamado SEE, que incluyó los siguientes ejecutantes: Ryan Agnew, Ulrike Heydenreich y Stephanie Lie. Ellos ofrecieron su primera representación durante una residencia de ACA con Robert Ashley en Smyrna Beach.
La música de Gustavo Matamoro ha sido presentada en numerosos eventos culturales en los Estados Unidos, Latinoamérica y Europa. Él ha sido codirector del WORD(S) SOUND Festival en São Paulo, Brasil, y productor de FISHTANK, un programa radial inforamativo dedicado a la música novedosa y experimental que es transmitido a través de la emisora WLRN en Miami. Matamoros ha colaborado con una larga lista de prominentes artistas tales como: Davey and Jan Williams, Fred Longberg-Holm, Dinorah Rodríguez, Helena Thevenot, Lou Mallozzi, Charles Recher, David Manson, Shahreyar Ataie, Jacqueline Humbert, Malcolm Goldstein, Russell Frehling, Alison Knowles, David Dunn y Rene Barge.

## Subvensiones, comisiones y premios
Gustavo Matamoros recibió dos premios de composición musical en su nativa Venezuela. En los Estados Unidos, él ha recibido numerosas subvenciones y comisiones de organizaciones artísticas, musicales y teatrales, así como gubernamentales, tales como: la Florida’s Art in State Buildings y el premio de artes visuales y medios múltiples Florida Consortium's 2000-.